# Championnat de France masculin de handball 1972-1973
Navigation
Nationale 1 1971-1972 Nationale 1 1973-1974
Le championnat de France de Nationale 1 masculin 1972-1973 est le plus haut niveau de handball en France. 
Le titre de champion de France est remporté par le Cercle Sportif Laïc Dijonnais. C'est leur premier titre de champion de France.

## Première phase
- Qualifié pour les Demi-finales
- Relégation

### Poule A
Le classement final de la poule A est, :
|    | Équipe                        | Pts | J  | G  | N | P  | Bp  | Bc  | Diff |
| -- | ----------------------------- | --- | -- | -- | - | -- | --- | --- | ---- |
| 1  | Paris UC                      | 51  | 18 | 16 | 1 | 1  | 324 | 242 | 82   |
| 2  | Carabiniers de Billy-Montigny | 45  | 18 | 14 | 0 | 4  | 319 | 254 | 65   |
| 3  | RP Strasbourg-Meinau          | 45  | 18 | 13 | 1 | 4  | 308 | 254 | 54   |
| 4  | US Ivry                       | 39  | 18 | 9  | 3 | 6  | 327 | 285 | 42   |
| 5  | ASEA Toulouse                 | 38  | 18 | 10 | 0 | 8  | 279 | 275 | 4    |
| 6  | ESM Gonfreville l'Orcher (P)  | 36  | 18 | 7  | 4 | 7  | 310 | 314 | -4   |
| 7  | Bordeaux EC (P)               | 34  | 18 | 7  | 2 | 9  | 240 | 249 | -9   |
| 8  | ES Colombes                   | 26  | 18 | 3  | 2 | 13 | 261 | 285 | -24  |
| 9  | ASP Police Paris              | 25  | 18 | 3  | 1 | 14 | 280 | 378 | -98  |
| 10 | CO Billancourt                | 20  | 18 | 1  | 0 | 17 | 264 | 376 | -112 |

### Poule B
Le classement final de la poule B est, :
|    | Équipe                       | Pts | J  | G  | N | P  | Bp  | Bc  | Diff |
| -- | ---------------------------- | --- | -- | -- | - | -- | --- | --- | ---- |
| 1  | CSL Dijon                    | 43  | 18 | 12 | 1 | 5  | 357 | 304 | 53   |
| 2  | Stella Sports Saint-Maur (T) | 43  | 18 | 11 | 3 | 4  | 300 | 262 | 38   |
| 3  | ASPTT Metz                   | 41  | 18 | 11 | 1 | 6  | 329 | 364 | -35  |
| 4  | APAS Paris                   | 40  | 18 | 9  | 4 | 5  | 323 | 282 | 41   |
| 5  | Stade Marseillais UC         | 38  | 18 | 8  | 4 | 6  | 300 | 295 | 5    |
| 6  | US Altkirch (P)              | 37  | 18 | 9  | 1 | 8  | 314 | 324 | -10  |
| 7  | FC Mulhouse                  | 36  | 18 | 8  | 2 | 8  | 334 | 299 | 35   |
| 8  | FC Sochaux                   | 32  | 18 | 6  | 2 | 10 | 316 | 335 | -19  |
| 9  | USAM Nîmes                   | 31  | 18 | 5  | 3 | 10 | 244 | 273 | -29  |
| 10 | Montpellier UC (P)           | 19  | 18 | 0  | 1 | 17 | 234 | 413 | -179 |

À noter que le FC Mulhouse aurait alors été le premier club en France à engager un joueur professionnel : le Yougoslave Zlatko Žagmešter (hr).

## Phase finale
Les résultats de la phase finale sont :
|  | Demi-finales                  | Demi-finales                  | Demi-finales | Demi-finales |           |           | Finale | Finale | Finale | Finale |
|  |                               |                               |              |              |           |           |        |        |        |        |
|  |                               |                               |              |              |           |           |        |        |        |        |
|  | Carabiniers de Billy-Montigny | Carabiniers de Billy-Montigny | 17           | 16           |           |           |        |        |        |        |
|  | Carabiniers de Billy-Montigny | Carabiniers de Billy-Montigny | 17           | 16           |           |           |        |        |        |        |
|  | CSL Dijon                     | CSL Dijon                     | 16           | 19           |           |           |        |        |        |        |
|  | CSL Dijon                     | CSL Dijon                     | 16           | 19           | CSL Dijon | CSL Dijon | 16ap   | 16ap   |        |        |
|  |                               |                               |              |              | CSL Dijon | CSL Dijon | 16ap   | 16ap   |        |        |
|  |                               |                               | Paris UC     | Paris UC     | 15        | 15        |        |        |        |        |
|  | Stella Saint-Maur             | Stella Saint-Maur             | Paris UC     | Paris UC     | 15        | 15        | 18     | 10     |        |        |
|  | Stella Saint-Maur             | Stella Saint-Maur             |              |              |           |           |        | 10     |        |        |
|  | Paris UC                      | Paris UC                      | 18           | 11           |           |           |        |        |        |        |
|  | Paris UC                      | Paris UC                      | 18           | 11           |           |           |        |        |        |        |

### Demi-finales
Les résultats détaillés des demi finales sont :
- Stella Saint-Maur 18-18 (8-10) Paris UC
  - Pour Stella : Berger (7 dont 6 penalties), Ch. Lelarge (4 dont 3 penalties), Legrand (4), Crepin (2), Vogt (1). Gardiens : Thiébaut[4] et Perrin
  - Pour le PUC : Orsini (5 dont 4 penalties), Loyer (4), Taillefer (4), Madelaine (4), Cottin (1), Mouchel (1), Druais (1), Laurain (1). Gardiens : Bonfils et Ortiz.
  - Arbitres : MM. Decarnin et Deconninck.

- Paris UC 11-10 (6-4) Stella Saint-Maur
  - Pour le PUC : Cottin (3 dont 2 penalties), Orsini (2), Loyer (2), Madelaine (2), Druais (1), Laurain (1). Gardiens : Ortiz et Bonfils
  - Pour Stella : Berger (5 dont 3 penalties), Legrand (2), Vogt (1), Chaplais (1), Caron. Gardiens : Perrin et Thiébaut[4].
  - Arbitres : MM. Boraso et Jacquot.

- Carabiniers de Billy-Montigny 17-16 (10-9) CSL Dijon
  - Pour Billy-Montigny : Cailleret (4 dont 2 penalties), A. Nita (3 dont 2 penalties), Ferrand (3), Rada (2), Parrat (2), Revelant (2), Louis (1). Gardiens : Majchrzyk
  - Pour Dijon : Bornot (5 dont 1 penalty), Bourgeois (5), A. Sellenet (4), Alba (1 penalty), J.-F. Nubourg (1). Gardien : B. Sellenet.
  - Arbitres : MM. Bouligaud et Lopez.

- CSL Dijon 19-16 (9-8) Carabiniers de Billy-Montigny
  - Pour Dijon : Alba (5 dont 2 penalties), A. Sellenet (4), Bornot (4 dont 1 penalty), Bourgeois (3), Picoche (2), J.-F. Nubourg (1). Gardiens : B. Sellenet et Lacroute
  - Pour Billy-Montigny : Cailleret (7 dont 3 penalties), A. Nita (4 dont 1 penalty), Revelant (3), Rada (1), Ferrand (1). Gardiens : Majchrzyk.
  - Arbitres : MM. Gregori et Dockwiller.

### Finale
Tout le monde s'accorde pour dire que le PUC a fait une saison exemplaire, que son jeu est solide, pensé, plaisant et efficace, et qu'il était le favori logique de cette Finale du Championnat de France. Et pourtant, il n'a pu décrocher le titre. C'est le CSL Dijon, dont les chances de qualification à mi-saison paraissaient bien incertaines, qui a remporté à l'ultime seconde et après prolongations (16-15), son premier titre de Champion de France division Nationale. Victoire de l'improvisation sur l'application du désir de vaincre sur la connaissance du jeu, du dépassement de soi-même ? Un peu de tout cela, mais victoire surtout d'une équipe qui a su et pu bénéficier, le jour J, du talent d'un homme, le gardien de buts Bernard Sellenet, qui a dominé partenaires et adversaires.
Les buteurs sont :
- Pour Dijon : Bornot (6 dont 2 penalties), Bourgeois (4), Alba (3 dont 1 penalty), A. Sellenet (2), Perney (1). Gardien : B. Sellenet.
- Pour le PUC : Lyer (6 dont 1 penalty), Cottin (2), Taillefer (2), Orsini (2), Druais (1), Mouchel (1), Madelaine (1). Gardiens : Ortiz et Bonfils.